# Dryobotodes brunnea
Dryobotodes brunnea là một loài bướm đêm trong họ Noctuidae.